# Вольная борьба на летних Олимпийских играх 1968 — свыше 97 кг
Соревнования по вольной борьбе в рамках Олимпийских игр 1968 года в тяжёлом весе (свыше 97 килограммов) прошли в Мехико с 17 по 29 октября 1968 года в «Ice Rink of the Insurgents».
Турнир проводился по системе с начислением штрафных баллов.
- 0 штрафных очков в случае чистой победы или дисквалификации противника, а также неявки;
- 0,5 штрафных очка в случае победы ввиду явного технического превосходства (на восемь и более баллов);
- 1 штрафное очко в случае победы по баллам (с разницей менее восьми баллов);
- 2 штрафных очка в случае результативной ничьей;
- 2,5 штрафных очка в случае безрезультатной ничьей (пассивной ничьей);
- 3 штрафных очка в случае поражения по баллам (с разницей менее восьми баллов);
- 3,5 штрафных очка в случае поражения ввиду явного технического превосходства соперника (на восемь и более баллов);
- 4 штрафных очка в случае чистого поражения или дисквалификации а также неявки.

Трое оставшихся борцов выходили в финал, где проводили встречи между собой. Встречи между финалистами, состоявшиеся в предварительных схватках, шли в зачёт. Схватка по регламенту турнира продолжалась 9 минут в три трёхминутных периода, в партер ставили менее активного борца. Мог быть назначен овертайм.
В тяжёлом весе боролись 14 участников. Самым молодым участником был 20-летний Харри Джеррис, самым возрастным 34-летний Вильфрид Дитрих. Ожидалось, что за медали будут конкурировать три борца: перешедший из полутяжёлого в тяжёлый вес чемпион мира 1967 года и действующий олимпийский чемпион в полутяжёлом весе Александр Медведь, болгарский гигант, вице-чемпион мира и Европы 1967 года Осман Дуралиев и ветеран борьбы, выступающий на четвёртой олимпиаде и к тому времени уже имеющий четыре олимпийские награды, включая золотую на играх 1960 года Вильфрид Дитрих. Так и получилось, эти борцы разыграли медали между собой. Медведь в третьем круге сумел одолеть Дуралиева, а в пятом круге победил Дитриха, которые травмировался в этой встрече, и был снят со встречи врачом. (Медведь тоже был травмирован, вывихнул палец руки, но прямо на ковре его вправил). Таким образом Медведь завоевал свою вторую золотую олимпийскую награду ещё до финала. В финале Дитрих и Дуралиев должны были разыграть «серебро» и «бронзу», но травмированный Дитрих не вышел на встречу.

## Призовые места
- Александр Медведь (URS)
- Осман Дуралиев (BUL)
- Вильфрид Дитрих (FRG)

## Первый круг
| Штрафных баллов | Участник 1                     | Результат       | Участник 2              | Штрафных баллов |
| --------------- | ------------------------------ | --------------- | ----------------------- | --------------- |
| 0               | Осман Дуралиев (BUL)           | Туше (2:00)     | Ёрихидэ Исогаи (JPN)    | 4               |
| 0               | Александр Медведь (URS)        | Туше (6:29)     | Гиязеттин Йилмаз (TUR)  | 4               |
| 1               | Абольфазл Анвари (IRI)         | По очкам        | Ласло Нюерс (HUN)       | 3               |
| 0               | Ларри Кристофф (USA)           | Дисквалификация | Арне Робертссон (SWE)   | 4               |
| 0               | Вильфрид Дитрих (FRG)          | Туше (2:10)     | Харри Джерис (CAN)      | 4               |
| 1               | Олзийсайханы Эрдэнэ-Очир (MGL) | По очкам        | Вислав Боченьский (POL) | 3               |
| 0               | Штефан Штингу (ROU)            | Туше (8:45)     | Раймон Уйтохаге (FRA)   | 4               |

## Второй круг
| Штрафных баллов | Участник 1              | Результат       | Участник 2                     | Штрафных баллов |
| --------------- | ----------------------- | --------------- | ------------------------------ | --------------- |
| 0               | Осман Дуралиев (BUL)    | Туше (8:34)     | Гиязеттин Йилмаз (TUR)         | 8               |
| 0               | Александр Медведь (URS) | Туше (0:46)     | Ёрихидэ Исогаи (JPN)           | 8               |
| 1               | Ларри Кристофф (USA)    | По очкам        | Ласло Нюерс (HUN)              | 6               |
| 2               | Абольфазл Анвари (IRI)  | По очкам        | Арне Робертссон (SWE)          | 7               |
| 0               | Вильфрид Дитрих (FRG)   | Дисквалификация | Вислав Боченьский (POL)        | 7               |
| 5               | Раймон Уйтохаге (FRA)   | По очкам        | Харри Джерис (CAN)             | 7               |
| 0               | Штефан Штингу (ROU)     | Туше (1:42)     | Олзийсайханы Эрдэнэ-Очир (MGL) | 5               |

## Третий круг
| Штрафных баллов | Участник 1                     | Результат   | Участник 2             | Штрафных баллов |
| --------------- | ------------------------------ | ----------- | ---------------------- | --------------- |
| 1               | Александр Медведь (URS)        | По очкам    | Осман Дуралиев (BUL)   | 3               |
| 2               | Ларри Кристофф (USA)           | По очкам    | Абольфазл Анвари (IRI) | 5               |
| 1               | Вильфрид Дитрих (FRG)          | По очкам    | Штефан Штингу (ROU)    | 3               |
| 5               | Олзийсайханы Эрдэнэ-Очир (MGL) | Туше (2:18) | Раймон Уйтохаге (FRA)  | 9               |

## Четвёртый круг
| Штрафных баллов | Участник 1              | Результат       | Участник 2                     | Штрафных баллов |
| --------------- | ----------------------- | --------------- | ------------------------------ | --------------- |
| 3               | Осман Дуралиев (BUL)    | Туше (6:39)     | Абольфазл Анвари (IRI)         | 9               |
| 1               | Александр Медведь (URS) | Дисквалификация | Ларри Кристофф (USA)           | 6               |
| 1               | Вильфрид Дитрих (FRG)   | Туше (4:35)     | Олзийсайханы Эрдэнэ-Очир (MGL) | 9               |
| 3               | Штефан Штингу (ROU)     | Пропускал       |                                |                 |

## Пятый круг
| Штрафных баллов | Участник 1              | Результат | Участник 2            | Штрафных баллов |
| --------------- | ----------------------- | --------- | --------------------- | --------------- |
| 4               | Осман Дуралиев (BUL)    | По очкам  | Штефан Штингу (ROU)   | 6               |
| 1               | Александр Медведь (URS) | Травма    | Вильфрид Дитрих (FRG) | 5               |

## Финал

### Встреча 1
| Штрафных баллов | Участник 1           | Результат | Участник 2            | Штрафных баллов |
| --------------- | -------------------- | --------- | --------------------- | --------------- |
|                 | Осман Дуралиев (BUL) | Неявка    | Вильфрид Дитрих (FRG) |                 |